# Terra Santa Agro
Terra Santa Agro (anteriormente Vanguarda Agro e Brasil Ecodiesel) é uma empresa brasileira produtora de algodão, milho e soja. Foi fundada em 2003 como Brasil Ecodiesel no Rio de Janeiro. Em setembro de 2011 foi anunciado que a empresa passaria a se chamar Vanguarda Agro, após mudança de foco do biodiesel para outras áreas. Posteriormente, em 2016 a Vanguarda Agro mudou de nome para Terra Santa Agro e mudou sua sede em Nova Mutum, no Mato Grosso.